# Marvin Hinton
Marvin Hinton (* 2. Februar 1940 in Norwood, London) ist ein ehemaliger englischer Fußballspieler.

## Karriere
Seine Profikarriere begann der Defensivspieler bei Charlton Athletic im Jahr 1957. Nach 131 Pflichtspielen im Dress von Charlton wechselte er 1963 für 30.000 Pfund zum FC Chelsea. Bevor er zu den Blues wechselte, wurde Hinton schon drei Mal für die englische U-23-Auswahl eingesetzt. Sein Debüt in London gab der Engländer am 12. Oktober 1963 gegen Ipswich Town. Mit den Blues holte er 1965 den englischen Ligapokal, fünf Jahre später den FA Cup und im Jahr darauf den Europapokal der Pokalsieger. Nach seinem Karriereende bei Chelsea spielte er noch kurzfristig für den FC Barnet. Derzeit lebt er in Crawley und ist bei nahezu jeden Heimspiel seiner Blues im Stadion.

## Erfolge
- Englischer Ligapokal: 1965 (mit dem FC Chelsea)
- Englischer Pokal (FA Cup): 1970 (mit dem FC Chelsea)
- Europapokal der Pokalsieger: 1971 (mit dem FC Chelsea)

| Personendaten    | Personendaten             |
| ---------------- | ------------------------- |
| NAME             | Hinton, Marvin            |
| KURZBESCHREIBUNG | englischer Fußballspieler |
| GEBURTSDATUM     | 2. Februar 1940           |
| GEBURTSORT       | Norwood, London           |